# Cortijo de Aparicio el Grande
La zona arqueológica del cortijo de Aparicio el Grande se ubica dentro del cortijo del mismo nombre, a unos 2 kilómetros al sur de Gilena (Provincia de Sevilla, España). La existencia de una termas, en las que se han podido identificar distintas dependencias de la misma, pone de manifiesto que se trata de los edificios más espectaculares de Andalucía. Asimismo, la existencia de otras estructuras que vinculan este edificio termal con una gran «villae o fondus» de explotación agrícola, que algunos autores han querido identificar con la ciudad romana de Ventippo, muestra la importancia de este yacimiento para la investigación arqueológica. 
En esta zona arqueológica se han localizado estructuras de hábitat, destacándose los restos de un gran edificio termal, en el que se ha podido documentar el «caldarium», el «hipocaustum» y el «tepidarium», además de otras estancias termales. 
Por la extensión y calidad de las construcciones, se identifica con una gran «villae» o «fundus» de explotación agrícola. 
Los materiales localizados en la excavación datan la construcción de este gran edificio termal hacia el siglo II d. C., que perdería su uso hacia el siglo IV d. C., y se abandonaría en época visigoda. 